# ساکورنیا
ساکورنیا (گرجی: საყორნია) یک کوه در گرجستان و بخشی از رشته‌کوه مسختی در محدوده شهرداری چوخاتاوری ناحیه گوریا است. ساکورنیا ۲۷۵۲ متر ارتفاع و بلندا دارد.